# Сиродж Хаким
Мирзо́ Сироджидди́н Хаки́м Бухари́ ибн Ходжи́ Мирзо́ Абдурау́ф, более известный как Сиро́дж Хаки́м — среднеазиатский учёный-врач, поэт и просветитель, путешественник, полиглот. 

## Биография

### Ранние годы
Родился 23 октября 1877 года в столице Бухарского эмирата — Бухаре, в зажиточной семье купцов. Его отцом являлся крупный бухарский купец и меняла — Ходжи Мирзо Абдурауф. С пяти лет начал учиться в бухарском медресе, где обучали религиозным и светским наукам и знаниям. Во время учёбы, он полностью освоил религиозные и некоторые светские науки, в совершенстве владел персидским языком. Его отец в течение двух лет дополнительно нанимал для сына отдельного учителя по персидскому языку. С этим учителем он совершенствовал знания этого языка, освоил персидскую письменность, изучал персидские книги по этике, культуре и истории. Одновременно он также изучал арабский язык, и полностью освоил его.
Через некоторое время отец Сироджиддина начал привлекать и учить его своей работе. Он устроил Сироджиддина в одну из лавок менял, где он получал небольшую зарплату. Одновременно, он не бросил учёбу, и начал учить русский язык с отдельным учителем, которого нанял его отец. За шесть месяцев усиленной учёбы он освоил русский язык, и научился читать и писать на русской кириллице. После этого он в течение чуть больше шести месяцев учил французский язык, также с персональным учителем. В это время он начал собственное дело, и занимался перепродажей хлопка. Любил общаться с купцами и путешественниками, которые рассказывали ему о странах и городах Европы, Российской империи, Османской империи, Имперского Ирана и других стран. Он горел желанием совершить путешествие в эти страны.

### Начало самостоятельной жизни и первое путешествие
В 1902 году, в 25-летнем возрасте он уговорил своего отца отпустить его на путешествие в Европу. Он вышел из родной Бухары 5 июня 1902 года, и через Каспийское (Хазарское) море попал на Кавказ, а оттуда в Османскую империю. В Османской империи садится на корабль, и через Чёрное море достигает Болгарского княжества, посещает ее столицу — Софию. Далее отправляется в Королевство Сербия, посещает Белград, а оттуда отправляется на север — в Будапешт, в Австро-Венгрию. Посетил Вену, Берлин — столицу Германской империи. Из Германии отправляется во Французскую республику, и посещает Париж. Далее через пролив Ла-Манш попадает в Британию, посещает Лондон. После Лондона, он возвращается домой, и по дороге посещает Варшаву — столицу Польского царства. После этого он посещает Москву, и в январе 1903 года возвращается в Бухару. Как писал сам Сироджиддин Хаким, это первое путешествие произвело на него глубокое впечатление, которое изменило полностью его мировоззрение.

### Второе путешествие
Уже через месяц после возвращения, он отправляется в свое второе путешествие. На этот раз на юг и юго-запад. В феврале 1903 года он покидает Бухару. По дороге посещает Мерв, и через некоторое время попадает в Хорасан, на территорию Имперского Государства Иран, где тогда правила династия Каджаров. Посещает Мешхед, Нишапур, Тус, и на семь месяцев останавливается в Нишапуре. Далее он поступает в Тегеранский медицинский колледж (ныне Тегеранский медицинский университет). После окончания учёбы в тегеранском колледже, работал в этом же колледже преподавателем, а также врачом в одной из тегеранских больниц. В это время он становится достаточно известным человеком, и его знают как врача и бывалого путешественника с широким мировоззрением. В Иране он становится известным по имени «доктор Мир-хан», и о нем узнает Хабибулла-хан — тогдашний эмир Афганистана, и в Афганистане он становится под именем «доктор Сабир». Он отдавал предпочтение европейской медицине, и часто игнорировал традиционную медицину, которая была больше распространена в тогдашнем Иране, Афганистане и Средней Азии.
В июне 1905 года возвращается в Бухару. На обратном пути посещает Герат, Бамиан, Мазари-Шариф, Балх, и через реку Амударья переправляется в Термез, а оттуда через Насаф возвращается в Бухару.
Через месяц после возвращения в Бухару, он оказывается вовлеченным в конфликт нескольких сторон, который разгорелся по вине купцов и близкого окружения афганского эмира Хабибулла-хана. Тогда Эмират Бухара и Эмират Афганистан были союзниками, и этот конфликт чуть было не приводит к ухудшению отношений между эмиратами, и Сироджиддина начинают преследовать. Он покидает Бухару и эмират, и начинает свое третье, последнее странствование. Он отправляется в Европу, и поступает в медицинский факультет Бернского университета в Швейцарии, считая что его знания недостаточны для полноценной работы в сфере медицины.
В 1909 году окончательно вернулся в Бухару, и открыл свою частную больницу, где были современные для того времени медицинские инструменты и аппаратура, привезенные из Европы. За короткое время его больница стала очень популярной среди бухарцев. В его больницу приходили больные и за пределами Бухары. Написал несколько книг и трудов. Одним из его известных трудов является «Тухфаи ахли Бухоро» (Подарок жителям Бухары), где рассказывал о своих путешествиях, о странах и городах, где побывал, о культуре и обычаях этих стран. Также в этой книге рассказывается история, общественно-политические, экономические и культурные события в Иране, Афганистане, Индии и Европе. Писал стихи, увлекался поэзией. В основном писал стихи на персидском (таджикском) и узбекском языках. В основном писал в жанрах касыда, мухаммас, рубаи и газель. Написал свыше 200 стихов, которые были объединены в два сборника. Рукописи этих стихов и сборников, а также «Тухфаи ахли Бухоро» хранятся в фонде Ташкентского института востоковедения.
Сироджиддин Хаким скончался 17 января 1914 года в Бухаре от туберкулёза, в 36-летнем возрасте. В совершенстве владел персидским, узбекским, арабским, французским, немецким и русским языком.